# Pleurothallis eccentrica
Pleurothallis eccentrica là một loài thực vật có hoa trong họ Lan. Loài này được Luer & Hirtz miêu tả khoa học đầu tiên năm 1988.